# Vara întunecată
Vara întunecată (Black Summer) este o serie TV dramatică americană cu apocalipsă zombie creată de Karl Schaefer și John Hyams. Primul sezon, format din 8 episoade, a fost lansat pe Netflix la 11 aprilie 2019, iar al doilea, la fel din 8 episoade, a avut premiera la 17 iunie 2021.
Seria este produsă de The Asylum, aceeași companie care produce Z Nation și este scrisă și regizată în principal de Hyams. Jaime King joacă rolul principal ca Rose, o mamă care este separată de fiica sa în timpul primelor zile ale apocalipsei zombie care sunt și cele mai mortale zile.
Majoritatea filmărilor au avut loc în Calgary, Alberta, Canada.

## Prezentare
Povestea primului sezon se învârte în jurul unei mame care pornește într-o călătorie dificilă și nu se oprește pentru nimic în lume până nu își găsește fiica pierdută. Însoțită de un mic grup de refugiați americani, ea este nevoită să adopte o mulțime de soluții violente în cea mai grea perioadă a unei apocalipse zombie denumită vara întunecată.

## Distribuție

### Roluri principale
- Jaime King ca Rose, o mamă care este separată de fiica ei în timpul unei apocalipse zombie.[2]
- Justin Chu Cary ca "Spears", care este dezvăluit mai târziu ca Julius James, o persoană căutată.
- Christine Lee ca Ooh "Sun" Kyungsun,  femeie coreeană care își caută mama dispărută.
- Sal Velez, Jr. ca William Velez, un om care a lucrat la stâlpii de tensiune din zonă și care are o soră și copii în Texas.
- Kelsey Flower ca Lance, un tânăr supraviețuitor fără familie.

### Roluri secundare
- Gwynyth Walsh ca Barbara Watson, care a supraviețuit fără soțul ei și nu este sigură dacă este în viață.
- Mustafa Alabssi ca Ryan, un supraviețuitor surd.
- Nyren B. Evelyn ca Earl, un supraviețuitor misterios care îi salvează pe Rose și pe Spears.
- Erika Hau - Carmen
- Edson Morales ca Manny
- Aidan Fink - conducătorul copiilor de la școală
- Kash Hill ca un băiat la școală

## Prezentare generală
| Sezonul | Sezonul | Episoade | Episoade | Premiera TV     | Premiera TV |
| ------- | ------- | -------- | -------- | --------------- | ----------- |
|         | 1       | 8        | 8        | 11 aprilie 2019 |             |
|         | 2       | 8        | 8        | 17 iunie 2021   |             |

### Sezonul 1 (2019)
| Nr. | Titlu              | Regizat de | Scris de                   | Data lansării   |
| --- | ------------------ | ---------- | -------------------------- | --------------- |
| 1   | „Șuvoiul uman”     | John Hyams | Karl Schaefer & John Hyams | 11 aprilie 2019 |
| 2   | „În viteză”        | John Hyams | John Hyams                 | 11 aprilie 2019 |
| 3   | „Înapoi în școală” | Abram Cox  | Abram Cox                  | 11 aprilie 2019 |
| 4   | „Pe cont propriu”  | Abram Cox  | Abram Cox                  | 11 aprilie 2019 |
| 5   | „5. La masă”       | John Hyams | John Hyams                 | 11 aprilie 2019 |
| 6   | „Jaful”            | Abram Cox  | Abram Cox                  | 11 aprilie 2019 |
| 7   | „Tunelul”          | John Hyams | Daniel Schaefer            | 11 aprilie 2019 |
| 8   | „Stadionul”        | John Hyams | John Hyams                 | 11 aprilie 2019 |

### Sezonul 2 (2021)
| Nr. în serial | Nr. în sezon | Titlu            | Regizat de | Scris de                        | Data lansării |
| ------------- | ------------ | ---------------- | ---------- | ------------------------------- | ------------- |
| 9             | 1            | „Frigul”         | John Hyams | John Hyams                      | 17 iunie 2021 |
| 10            | 2            | „Preludiul”      | Abram Cox  | Karl Schaefer & Daniel Schaefer | 17 iunie 2021 |
| 11            | 3            | „Jocul de cărți” | John Hyams | Sarah Sellman                   | 17 iunie 2021 |
| 12            | 4            | „Războiul rece”  | Abram Cox  | Abram Cox                       | 17 iunie 2021 |
| 13            | 5            | „Calul alb”      | John Hyams | Henry G.M. Jones                | 17 iunie 2021 |
| 14            | 6            | „Moneda”         | Abram Cox  | Jen Derwingson-Peacock          | 17 iunie 2021 |
| 15            | 7            | „Cabana”         | John Hyams | Abram Cox                       | 17 iunie 2021 |
| 16            | 8            | „Avionul”        | Abram Cox  | Karl Schaefer                   | 17 iunie 2021 |

## Vezi și
- Ficțiune apocaliptică și postapocaliptică
- Lista de programe originale distribuite de Netflix